# Митино (Слободський район)
Ми́тино (рос. Митино) — присілок у складі Слободського району Кіровської області, Росія. Входить до складу Бобінського сільського поселення.
Населення становить 214 осіб (2010, 280 у 2002).
Національний склад станом на 2002 рік — росіяни 93 %.